# 9 أسابيع ونصف (فلم)
9 أسابيع ونصف (بالإنجليزية: 9½ Weeks) هو فيلم أمريكي أخرجه أدريان لين ومن بطولة كيم باسينجر وميكي رورك.

## وصلات خارجية
- مقالات تستعمل روابط فنية بلا صلة مع ويكي بيانات